# Tripteroides altivallis
Tripteroides altivallis är en tvåvingeart som beskrevs av Bonne-wepster 1948. Tripteroides altivallis ingår i släktet Tripteroides och familjen stickmyggor. Inga underarter finns listade i Catalogue of Life.